# قيراط (وحدة كتلة)
القيراط هي وحدة لقياس الكتلة تساوي 200 ملليغرام (0.00705 أوقية) وتستخدم لقياس الأحجار الكريمة واللآلئ. اعتمد التعريف الحالي الذي يُعرف أحيانًا بالقيراط المتري عام 1907 في المؤتمر العام الرابع للأوزان والمقاييس، وبعد ذلك بوقت قصير اعتمد في العديد من البلدان حول العالم.

## التسمية
استخدمت كلمة قيراط أول مرة باللغة الإنجليزية في منتصف القرن الخامس عشر، وأصلها هي كلمة قيراطو (carato) في الإيطالية، والتي اشتقت من اللغة العربية من كلمة (قيراط)، والتي بدورها مستعارة من kerátion باليونانية وتعني (قرون الخروب)، ذلك لأن بذور الخروب كانت تستخدم لقياس كتل الذهب والأشياء الثمينة.

## تاريخ

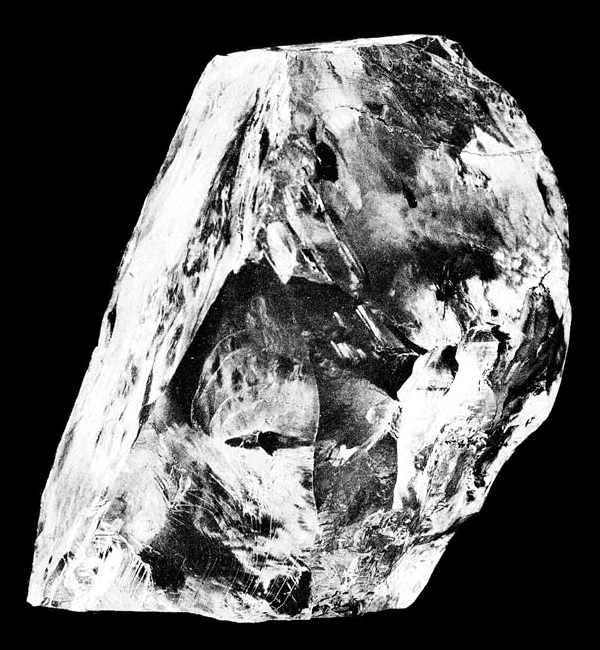
ماسة كولينان، هي أكبر ماسة خام تم العُثور عليه على الإطلاق، تزن 3،106.75 قيراطًا.

في عام 1871، قدمت الغرفة النقابية لتجار الماس في باريس مفهوم "القيراط الدولي"، الذي تم تعريفه بـ 205 ملليجرام، وهو مقياس أقرته الغرفة النقابية لتجار الماس في باريس في عام 1877. وفي الوقت نفسه، ظهرت فكرة القيراط المتري، أي ما يعادل 200 ملليجرام، أو على وجه التحديد خمس جرام، تم اقتراحها في العديد من البلدان. حصل هذا القيراط المتري على اعتراف رسمي في المؤتمر العام السادس للاتفاقية المترية الذي عقد في باريس في أكتوبر 1907، والتي اقترحتها اللجنة الدولية للأوزان والمقاييس وقبلت بالإجماع.
وبينما فرضت فرنسا سريعًا استخدام القيراط الجديد بموجب القانون، كان اعتماده أكثر تدريجيًا في إنجلترا، حيث أصبح مسموحًا به بموجب قانون الأوزان والمقاييس (النظام المتري) لعام 1897.